# Семь законов потомков Ноя

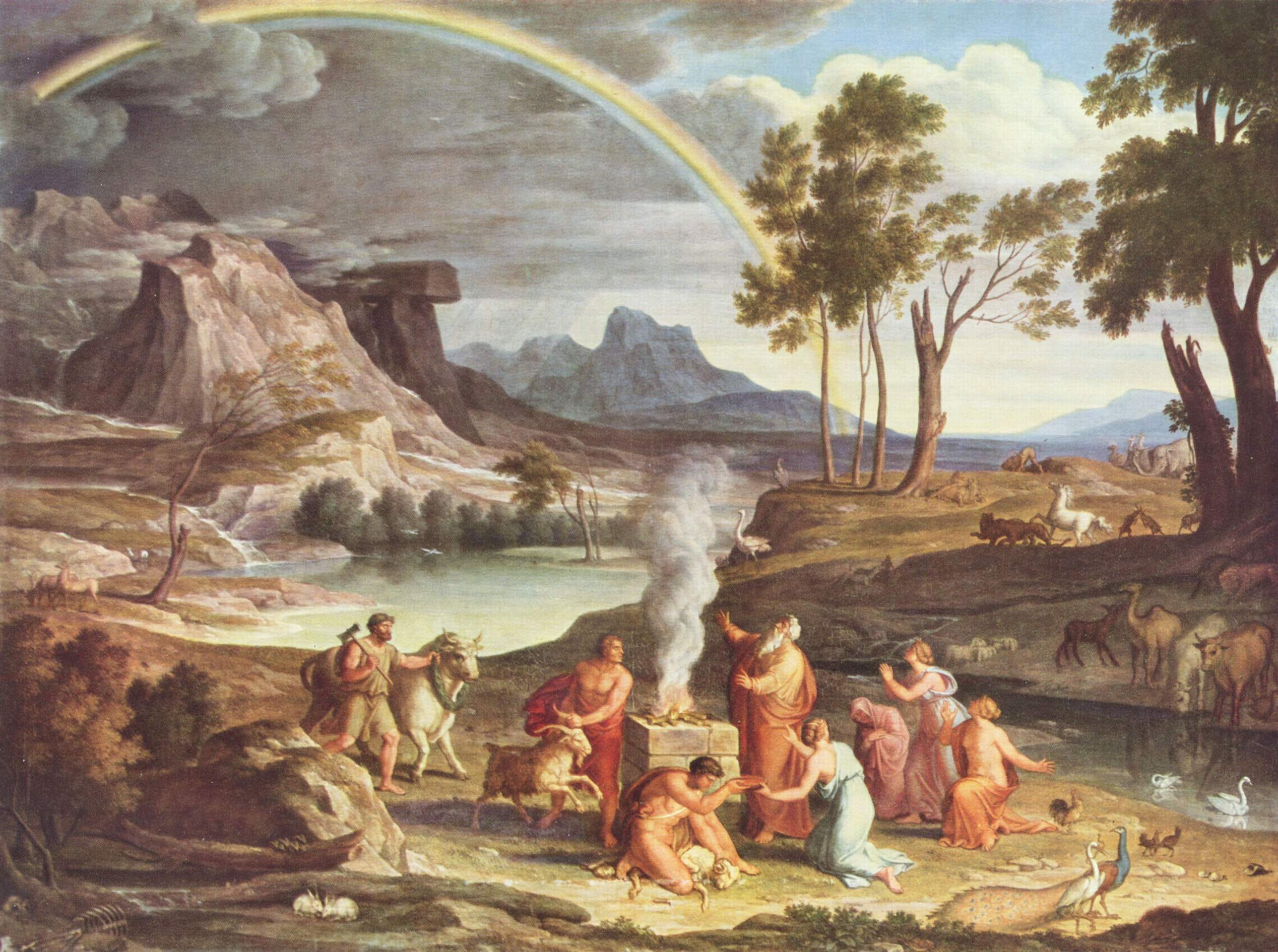
Жертвоприношение Ноя, Йозеф Кох, 1803 г.

Семь законов потомков Ноя или Семь заповедей потомков Ноя (ивр. שֶׁבַע מִצְווֹת בְּנֵי נֹח‎, шева мицвот бнэй Hoax) или Ноев Завет — семь заповедей, считающихся, согласно иудаизму, необходимым минимумом, возложенным Торой на всё человечество. В самой Торе нет прямого упоминания того, что Ною даны были эти законы.

## Законы Завета
Согласно Талмуду Бог дал человечеству через Адама и Ноя следующие 7 законов:
1. Запрет идолопоклонства — вера в единого Бога.
2. Запрет богохульства — почитание Бога.
3. Запрет убийства — уважение к человеческой жизни.
4. Запрет прелюбодеяния — уважение к семье.
5. Запрет воровства — уважение к имуществу.
6. Запрет употребления в пищу плоти, отрезанной от живого животного, — уважение к живым существам.
7. Обязанность создать справедливую судебную систему.

По закону Торы, нееврей, принявший и соблюдающий данные Ною законы, получает статус жителя-пришельца (гер-тошав) в Стране Израиля. Маймонид считает, что все народы мира обязаны принять законы потомков Ноя, и подтверждает, что всякий нееврей, соблюдающий эти законы, войдёт в Царство Небесное.

## Семь законов и другие религии
Доктринальный монотеизм ислама обуславливает оценку мусульман как потомков Ноя, или ноахидов.
Включение христиан в число ноахидов вызывало споры в иудейской среде до конца Средневековья, поскольку с точки зрения иудаизма поклонение Иисусу из Назарета и догмат о триединстве Бога является нарушением принципа монотеизма и идолопоклонством. В настоящее время преобладает мнение, что христиане являются ноахидами, так как догмат о Троице попадает в категорию «шитуф» (присоединение к Богу вспомогательных «образов» без прямого идолопоклонства) и не является запрещённым для неевреев. В то же время ряд авторитетов продолжает считать, что шитуф подразумевает только факт веры, но не включает в себя процесс поклонения такому божеству. В этом случае традиционное христианство является «авода зара (идолопоклонством)» также для неевреев.

## Знамение Завета
Знамением Ноева Завета явилась радуга:
12 И сказал Бог: вот знамение завета, который Я поставляю между Мною и между вами и между всякою душею живою, которая с вами, в роды навсегда:

13 Я полагаю радугу Мою в облаке, чтоб она была знамением [вечного] завета между Мною и между землёю.

14 И будет, когда Я наведу облако на землю, то явится радуга [Моя] в облаке;

15 и Я вспомню завет Мой, который между Мною и между вами и между всякою душею живою во всякой плоти; и не будет более вода потопом на истребление всякой плоти.

16 И будет радуга [Моя] в облаке, и Я увижу её, и вспомню завет вечный между Богом [и между землею] и между всякою душею живою во всякой плоти, которая на земле.

17 И сказал Бог Ною: вот знамение завета, который Я поставил между Мною и между всякою плотью, которая на земле.Быт. 9:12—17